# Alessandro Schiesaro
Alessandro Schiesaro (Savona, 29 maggio 1963) è un latinista e filologo classico italiano, dal 29 maggio 2025 direttore della Scuola Normale Superiore.

## Biografia
Alessandro Schiesaro si è formato presso l'Università di Pisa e la Scuola Normale Superiore di Pisa, sotto la guida di Gian Biagio Conte, per poi perfezionarsi alle università di Berkeley e Oxford. Ha insegnato negli Stati Uniti come Assistant Professor presso l'Università del Wisconsin – Madison e poi come professore ordinario all'Università di Princeton. Nel 1995 ha ottenuto la cattedra di Letteratura Latina al Dipartimento di Studi Classici del King's College di Londra. Nel 2006 è diventato titolare della cattedra di Letteratura latina presso l'Università degli Studi di Roma-Sapienza, dove ha fondato e diretto la Scuola Superiore di Studi Avanzati. Dal 2016 ha insegnato all'Università di Manchester, rimanendovi fino al 2021, quando è stato chiamato a occupare la cattedra di letteratura latina presso la Scuola Normale Superiore. Il 26 ottobre 2022 è stato nominato Vice Direttore della Scuola Normale Superiore, su proposta del direttore Luigi Ambrosio.
Schiesaro ha svolto altresì attività di consulenza politica su questioni di ambito accademico e scientifico, inizialmente nel Partito Democratico con Luciano Modica, ma è stato anche dal 2008 al 2015 Coordinatore della Segreteria tecnica per le politiche della ricerca nel Ministero dell'Università e della Ricerca guidato da Mariastella Gelmini, del Popolo della Libertà (quarto governo di Silvio Berlusconi) e poi da Francesco Profumo (governo Monti), Maria Chiara Carrozza (governo Renzi) e Stefania Giannini (governo Gentiloni). È stato presidente della SPES, società che promuove l’insediamento universitario nella città di Savona.
Il 27 novembre 2024 è stato eletto direttore della Scuola Normale Superiore e il 29 maggio 2025 ha assunto la carica, che ricoprirà fino al 28 maggio 2031.
Si occupa principalmente di poesia latina classica (Lucrezio, Virgilio, Ovidio), ma ha studiato anche prosatori latini come Seneca e Apuleio. Il suo lavoro comprende interesse per la teoria letteraria, in particolare per gli studi sull'intertestualità, anche da una prospettiva di studi culturali.

## Opere

### Monografie
- Simulacrum et imago. Gli argomenti analogici nel de rerum natura. Pisa 1990. – Recensione di C. D. N. Costa, The Classical Review, New Series, 41, 1991, 481–482.
- (EN) The passions in play: Thyestes and the dynamics of Senecan drama, Cambridge, Cambridge University Press, 2003, ISBN 0-521-81801-X. – Recensione di George W. M. Harrison, in: Bryn Mawr Classical Review.

### Articoli
- L'infinito in versi, Introduzione a: Lucrezio, De rerum natura, trad. di Renata Raccanelli, Collezione I Millenni, Torino, Einaudi, 2003, ISBN 978-88-061-6692-2.
- La nostalgia dell'impossibile, Introduzione a: Virgilio, Eneide, trad. di Rosa Calzecchi Onesti, Roma, Scripta Arte, 2003.
- Virgil in Bloomsbury, in: Proceedings of the Virgil Society 24, 2001, 31-47.
- Dissimulazioni giambiche nell'Ibis, in: Giornate Filologiche F. Della Corte, Genova 2001, 125-136.
- Estetica della tirannia, in: Seneca e il suo tempo, Roma 2000, 135-159.
- Bere tranquilli: Seneca, Tieste 452 (e Fedra 208), in: RFIC 127, 1999, 197-205.